# Ramilândia
Ramilândia es un municipio brasileño del estado de Paraná. Su población estimada en 2010 era de 4.134 habitantes.